# EV Lacertae
 (septembre 2024).
Si vous disposez d'ouvrages ou d'articles de référence ou si vous connaissez des sites web de qualité traitant du thème abordé ici, merci de compléter l'article en donnant les références utiles à sa vérifiabilité et en les liant à la section « Notes et références ».
Désignations
EV Lacertae (EV Lac) est une faible étoile de type naine rouge située à ∼ 16,5 a.l. (∼ 5,06 pc) dans la constellation du Lézard. Elle est l'étoile la plus proche du Soleil dans cette région du ciel, mais étant donné qu'elle a une magnitude apparente de 10,09, elle n'est qu'à peine visible avec des jumelles. EV Lacertae a un type spectral de M3,5 et est une étoile éruptive qui émet des rayons X.

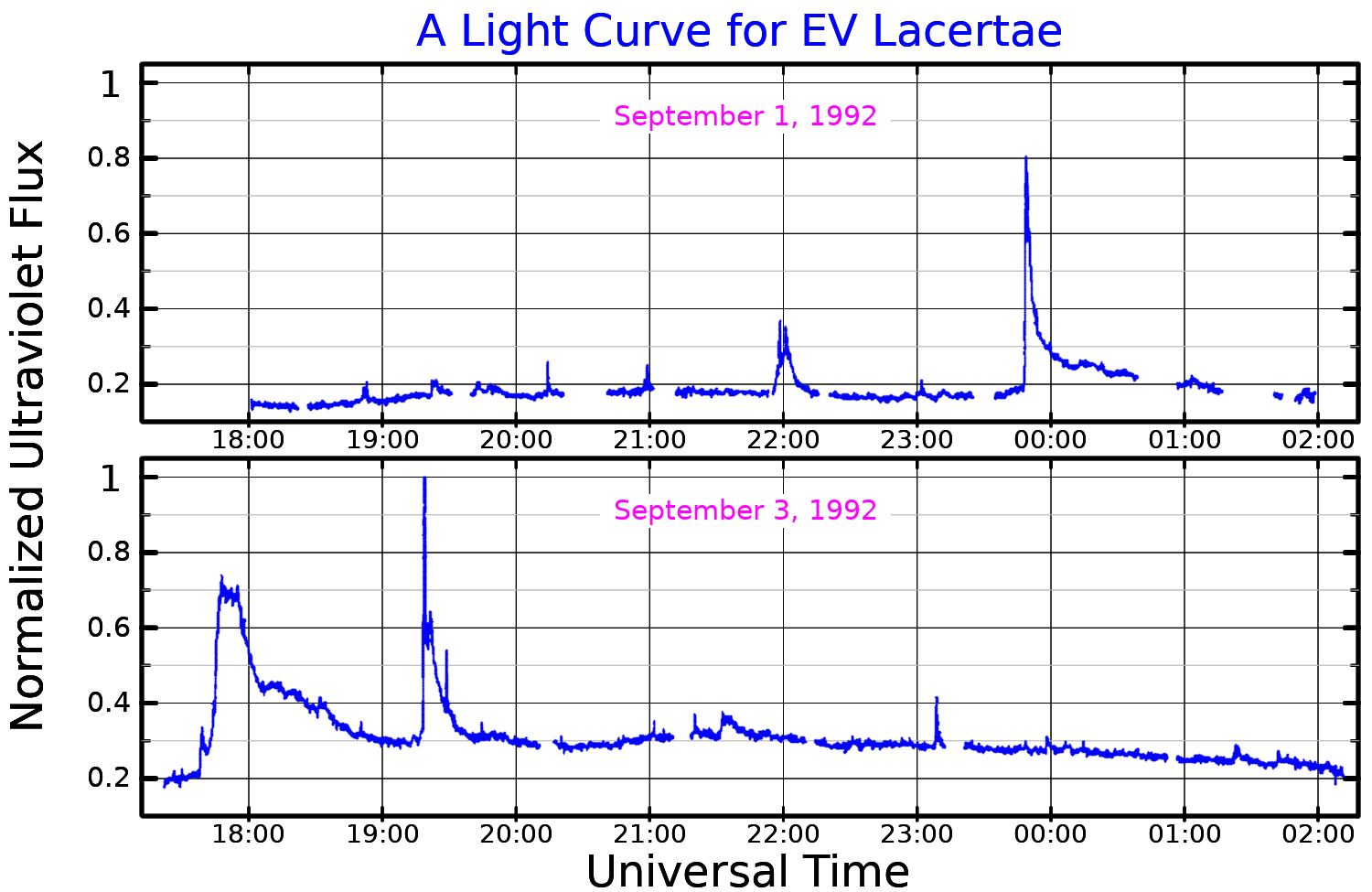
Courbe de lumière en bande ultraviolette de EV Lacertae, adaptée de Abdul-Aziz (1995).

Le 25 avril 2008, le satellite Swift de la NASA a détecté une éruption record provenant de EV Lacertae. Cette éruption était des milliers de fois plus puissante que la plus grande éruption solaire observée. L'éruption aurait été visible à l'œil nu si l'étoile avait été dans une partie observable du ciel nocturne à ce moment-là. Il s’agit de l’éruption la plus brillante jamais observée sur une étoile autre que le Soleil.
EV Lacertae est beaucoup plus jeune que le Soleil. Son âge est estimé à 300 millions d'années et sa rotation est encore rapide. Cette rotation rapide et son intérieur convectif produisent un champ magnétique beaucoup plus puissant que celui du Soleil. On pense que ce puissant champ magnétique joue un rôle dans la capacité de l’étoile à produire des éruptions aussi lumineuses. Après l'éruption, l'étoile était bleue.
En octobre 2022, une autre éruption stellaire a été observée sur EV Lacertae par un groupe de scientifiques dirigé par Shun Inoue de l'université de Kyoto, après avoir observé l'étoile dans des longueurs d'onde du proche ultraviolet et du visible. La découverte a été annoncée et détaillée le 31 décembre 2023 sur le serveur de pré-impression arXiv.